# 石桥镇 (保定市)
石桥镇，是中华人民共和国河北省保定市清苑区下辖的一个乡镇级行政单位。原为石桥乡，2022年12月27日撤乡设镇。

## 行政区划
石桥镇下辖以下地区：
黄陀村、西石桥村、东石桥村、北石桥村、平陵村、先人桥村、申庄村、南高庄村、胡指挥村、南侯村、张村、百冢村和纳贤村。